# 飛碟聯播網
飛碟聯播網（簡稱：飛碟電台、飛碟），是台灣飛碟廣播股份有限公司結合其它8家廣播電台所成立的廣播聯播網，於1996年10月16日開播。台呼是「飛碟NETWORK，空中的夢想家，就愛電你UFO」。

## 簡介

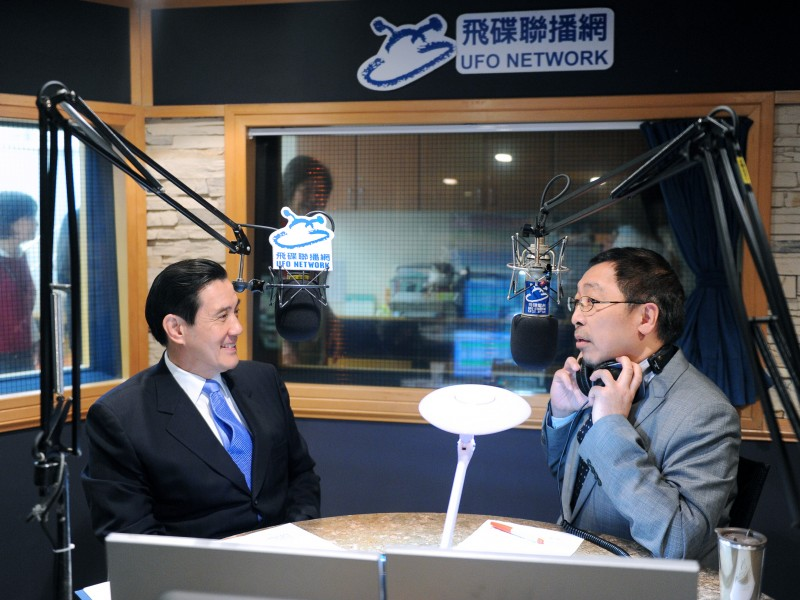
馬英九總統接受飛碟電臺節目主持人唐湘龍專訪

飛碟電台起源於新黨所申請成立的「新希望電台」，創辦人為趙少康；後來新希望電台因引進飛碟唱片的投資人而改名為「飛碟電台」，並以「空中的夢想家」自許。飛碟電台自開播以來，即以主持人為號召來吸引聽眾，使飛碟聯播網在全台各地擁有頗高的收聽率。
1997年4月12日，真善美電台、民生展望電台同時在當天開播，並於部分時段聯播飛碟電台。同月16日，知本廣播電台開播。
曾在1998年至2000年時，邀請當時活耀的藝人在每小時整點播報離西元兩千年剩餘幾天。
官方網站於1999年創立使用「www.ufo.net.tw」為官方網站，直到2006年才將改為「www.uforadio.com.tw」並沿用至今。
飛碟電台是屬於中功率電台，原只在大台北地區播音（FM 92.1）。1997年，該台首創聯播網的播出方式，結合其他地區的中小功率電台，整合各地的自製節目及聯播節目，其電波涵蓋範圍包括臺北、基隆、桃園部分地區、苗栗、臺中、彰化、南投、雲林、嘉義、高雄、屏東、臺東、花蓮、宜蘭、連江及澎湖等地區，讓台灣大部份地方都可收聽得到。此方式目前紛紛為其他電台所仿效。
2000年10月，飛碟電台完成廣播數位化工程，聽眾可透過數位聲音廣播（DAB）系統收聽該台節目，但由於沒有取得數位廣播執照，已停播。
2004年10月，飛碟聯播網進行節目改版，停播了聽晚一點、飛碟夜夜如春、飛碟午餐之週末亮一點、週日飛碟午餐、幽浮音樂愛情故事、 冠軍笑花、飛碟猛男秀、劈哩啪啦遊台灣等節目。
2007年1月22日，飛碟聯播網進行節目改版。趙少康辭去飛碟早餐主持人以及董事長職務，飛碟早餐改成唐湘龍主持。朱衛茵、強尼節目調到晚上時段，黃子佼、Ruby、陶晶瑩節目調到下午時段。王貞妮、Melody加入飛碟電台主持「少奶奶叭叭看」侯文詠加入飛碟電台主持飛碟晚餐、青春點點點塊狀節目延伸成帶狀節目。
飛碟電台所在大樓「大都市國際中心」，位於台北市羅斯福路與和平東西路交叉口，鄰近台北捷運古亭站。
2016年2月28日，原為每天7點到隔天0點的整點新聞改為週一到週五7點到21點，週六、週日12點到18點播出。
南台灣之聲與高雄捷運共同合作，結合搭乘提醒語、教育宣導、生活資訊、工商廣告及音樂，不同時段亦提供不同情境音樂與單元資訊，不定時在各車站播送。
2017年2月農曆年前，張小燕辭去董事長職務，Good morning飛碟節目主持人楊月娥在農曆年預先錄音節目播出完畢後換成引馨主持，4/29Good morning飛碟停播，改播Maggie主持的早安美之晨。
2017年3月4日起，飛碟聯播網停播週六、週日的整點新聞，週一到週五的整點新聞時段（7點到21點）維持不變，2018/1/1 起，整點新聞再提前兩個小時收播，播出時間改為0700-1900。
2017年3月7日起，飛碟聯播網節目大改版，停播了平日的今天真美好、飛碟一點通 、五點納史見、 飛碟夜現場、青春點點點等節目，假日停播飛碟得電影世界、飛碟得玩美世界、妹妹愛k歌、亞洲美食王、幽浮VIP、藝術好好玩、音樂路邊攤、週日版青春點點點等節目，改以預錄播出或重播節目，好男好女過日子則是撤換主持人吳怡霈、劉軒、蔡燦得，剩侯昌明一人主持，夜光家族改晚上7點播出，朱衛茵主持的下班女王調成下午1點時段節目名稱改為每天愛你多一點，飛碟電台則是從晚上9點開始重播下午時段與夜光家族的節目。2017年9月25日起，因和中廣新聞網策略結盟加上電台不敵虧損，新聞部裁撤11名記者全數資遣。2017年9月25日起，飛碟聯播網再度改版，週一至週五早上6點改播由安安與周顧問主持  《 健康早點名》，《早安美之晨》改由週六播出， 《好男好女過日子》撤換主持人侯昌明改由Maggie主持，《今天我尚青》、《飛碟午餐》等節目停播，早上11點改播強尼主持的飛碟什麼都有， 10月2日起週一至週六晚上九點改播 《 股市最錢線》。
2018年1月1日起，週日節目改版，早上十一點《飛碟名醫時間》停播，改播出《飛碟報報》（全省聯播，民生展望電台除外），中午十二點《飛碟94強》停播，改重播《週末生活女王低碳環保樂》，早上九點至十一點播出《 飛碟早餐精華版》，週六《早安美之晨》改由Naomi主持，1月25日起，週一至週五早上6點改播由引馨主持《元氣早報到》。
2018年3月1日起，飛碟電台再度改版，停播了引馨主持的元氣早報到、Naomi主持的早安美之晨，早上6點改播股市羅賓漢，6點半改播金融曼哈頓，星期六早上10點改播紀香與你有約。同年5月6日起，飛碟電台週日節目改版，重播節目取消，改播《大師談職場》 、《大師談行銷 》、《大師談溝通》 、《大師聊易經》、 《大師談心事》、《大師談表演》等節目。
2018年6月16日起，週六晚上6點改播UFO STAR聊天室節目，主持人為眾歌手。
2018年8月4日起，飛碟94強停播，週六中午12點改播飛碟有玩沒完節目，主持人為飛碟胖小子&woho。
2019年1月4日，Maggie主持的好男好女過日子，最後一集播出，2019年1月7日起，改播出由蕭彤雯主持的生活同樂會。引馨主持的飛碟報報改由Maggie主持。
2019年3月13日，自中華電信hinet網頁下架。
2019年5月1日，Maggie主持的飛碟報報節目由星期日早上11點改為星期六早上10點，原時段節目改為由路怡珍主持的I SEE夢想家。
2019年6月10日，Johnny主持的飛碟，什麼都有！節目時間縮短一小時，中午12點至1點改為由尹乃菁所主持的飛碟午餐。 
2019年8月31日，Woho 飛碟胖小子主持的飛碟有玩沒完播出最後一集。原時段重播黃丹尼的幽浮男人窩。
2019年9月1日，黃丹尼主持的幽浮勁碟排行榜週日旗艦版，節目改為陳雨新主持，星期日下午4點幽浮Sports秀節目停播，該時段節目改為幽浮男人窩，播出時間為2小時，下午4點~6點（星期六上午11點~1點重播，並且取消雲林民生展望電臺、宜蘭北宜產業電臺、花蓮太魯閣之音電臺、台東知本電臺地區聯播），原下午5點飛碟五子奇重播節目取消。 
2020年6月1日起，晚上10點改播 《全民瘋台股》，原《飛碟五子奇》重播時段，改為隔日凌晨1點。
2021年3月7日起，週日晚上6點至8點，改播飛碟有玩沒完節目，主持人為飛碟胖小子&woho。
2021年8月1日起，原《幽浮男人窩》節目，名稱改為幽浮Sports秀。
2021年10月25日起，週一至週五06:00-06:30，節目改播「股市蔡因斯坦」節目。
2021年11月21日起，每週日下午1點到2點，改播蔡燦得主持的「聽聽影視聽」節目，原時段每天愛你多一點節目重播取消。2022年2月20日「聽聽影視聽」播出最後一集，2月27日起，恢復重播每天愛你多一點節目。
2022年1月1日起，每週六08:00-09:00，改播「週末飛碟早餐」節目，主持人為Maggie，原時段飛碟早餐精華版停播。
2022年1月1日起，每週六10:00-11:00播出由Maggie主持的「女力出頭天」。2月26日女力出頭天播出最後一集。3月5日起每週六10:00-11:00播出Fiona主持的財經誰知道。
2022年3月19日起，每週六17:00~18:00播出沈嶸主持的沈嶸命相館。
2022年3月27日，路怡珍主持的I see夢想家播出最後一集，4月3日起每週日1100-12:00播出Alven主持的Super夢想家。
2022年4月2日起每週六1600-17:00播出李平主持的樂齡健康活。
2022年4月24日，黃丹尼主持的幽浮Sport秀播出最後一集。5月1日起，每週日16:00～18:00重播哥哥妹妹有意思。
2022年9月1日起每週一至週五23:00-00:00播出徵信社阿宅主持的徵信話大冒險，原夜光家族、 飛碟五子奇重播時段，往後順延播出。
2023年1月30日起，飛碟電台節目改版，朱衛茵主持的每天愛你多一點，改成每週一至週五11:00-12:00播出，節目改名 「青春永遠不會老」 。 馬克瑪麗主持的哥哥妹妹有意思改成下午1:00~3:00播出，節目改名「飛碟有一點」 。陶晶瑩主持的陶子晚報改成下午3:00播出，節目改名「陶色新聞」， 下午4:00～5:00播出費平、Amy主持的 「財經關鍵晚報」 ，強尼主持的飛碟什麼都有，改成晚上10:00~11:00播出，節目改名 「現在什麼都可以」。  2023年2月5日起，每週日下午4:00~5:00播出馬克主持的「馬克說書」 下午5:00~6:00播出 馬克、瑪麗主持的「馬克信箱」。
2023年4月10日起，晚上10:00~10:30播出投資好給力，強尼主持的「現在什麼都可以」，改為10:30~11:00播出。7/10起「投資好給力」 節目停播，強尼主持的「現在什麼都可以」，恢復成晚上10:00~11:00播出。
2023年9月1日起，每週一至週五下午05:00-6:00播出問天問政問少年，原時段飛碟五子奇停播。
2024年1月1日起，每週一至週五下午3:00-4:00播出飛碟happy go，原時段陶色新聞改成下午5:00-6:00，問天問政問少年停播。2024年3月1日起，每週一至週五下午3:00-4:00播出台股happy go，原時段飛碟happy go停播。
2025年1月1日起，飛碟聯播網除台北飛碟電台，台中真善美，高雄南台灣之聲以外的其餘分台每日（含假日）早上10點，下午4點，晚上8點改以播出外製台語健康養生節目。
2025年6月1日起，宜蘭北宜產業電台、花蓮太魯閣之音電台、台東知本電台、澎湖社區電台，不再參與聯播體系，全時段改以播出外製台語健康養生節目。
2025年7月7日起，ncc節目表公佈，苗栗中港溪電台、雲林民生展望電台，不再參與聯播體系，全時段改以播出外製台語健康養生節目。

## 新聞時段
- 週一至週五7:00~19:00
- 週六 週日 （2017年3月已停播）

## 收聽頻率
| 國家/地區 | 電台名稱                                        | 收聽頻率 | 開播日期       | 播放地區                           |
| --- | ----------------------------------------------- | -------- | -------------- | ---------------------------------- |
| 北部 | 飛碟電台                                        | FM 92.1  | 1996年10月16日 | 涵蓋大台北盆地區及桃園部分區域     |
| 中部 | 真善美調頻廣播電台                              | FM 89.9  | 1997年4月12日  | 涵蓋臺中市、彰化縣、南投縣部分地區 |
| 南部 | 南台灣之聲 電台原名為「南台灣生活資訊廣播電台」 | FM 103.9 | 1997年9月29日  | 涵蓋高雄市、屏東縣、臺南市部分地區 |
| ※備註：飛碟聯播網屬於中、小功率聯播，除了飛碟電台、南台灣之聲為「中功率」電台，其餘分台為小功率電台，部分地區會因地形因素無法收聽。 |                                                 |          |                |                                    |

## 過往聯播網成員
- 北部
  - 大新竹電台- FM 90.7：現已退出聯播，曾為新竹愛樂電台[1]，現與POP Radio成員台，並改名為好聽廣播電台。
- 中部
  - 苗栗 中港溪電台 FM91.3
  - 雲林 民生展望電台 FM90.5
- 南部
  - 長榮之聲- FM 88.3：曾於2003年5月合作，部分時段聯播飛碟電台[2]
- 東部
  - 宜蘭北宜產業電台 FM89.9
  - 花蓮太魯閣之音電台 FM91.3
  - 台東知本電台 FM91.3
- 離島
  - 澎湖社區電台 FM89.7

## 飛碟總台主持人列表

### DJ
- 唐湘龍（飛碟早餐）
- 陳揮文（飛碟晚餐）
- 光禹（夜光家族）
- 馬克（飛碟有一點、馬克說書、馬克信箱）
- Johnny（現在什麼都可以）
- 陶晶瑩（陶色新聞）
- 朱衛茵（青春永遠不會老）
- 瑪麗（飛碟有一點、馬克信箱）
- Maggie（  早安美之晨、 週末飛碟早餐）
- 蕭彤雯（生活同樂會）
- 小樹（StreetVoice未來進行式）
- woho（飛碟有玩沒完）
- 小歐（幽浮勁碟排行榜）
- AI U（幽浮勁碟排行榜）
- AI F（幽浮勁碟排行榜）
- 蔡正華（股市蔡因斯坦）
- Alven（super夢想家）
- 尹乃菁（飛碟午餐）
- 詹茹惠（幸芙種子 精油女王 香談室）
- Amy（財經關鍵報告）
- 引馨 （飛碟活力聽）
- 葉麗美/ 傅俐甄/ 陳慧瑩 （與幸福有約）
- 吳雲天(出來走走)

## 前記者

### 新聞部
- 徐菁穗（現任職大考中心）
- 陳儷方
- 張理國、尉遲佩玉（現為中時電子報記者）
- 韋旭（現為中廣主播）
- 陳弘志
- 鄭舲（現為央廣記者）
- 吳銘峰
- 蔡琇惠（現為中華日報記者）

### 駐地記者
- 孫詩蘋：中部（台中市、彰化）特派記者（現為台中廣播電台記者）
- 熊惠芳（南部記者）

## 外部連結
- 飛碟聯播網 （页面存档备份，存于）
- 飛碟聯播網的Facebook專頁
- 飛碟聯播網-南台灣之聲FM103.9的Facebook專頁
- 飛碟聯播網的Instagram帳戶
- YouTube上的飛碟聯播網頻道
- 網路線上收聽 網路線上收聽 （页面存档备份，存于）
- 飛碟APP，讓你收聽零距離
  - IOS： IOS[]
  - Android：Android[]
- Podcast
  - SoundOn : SoundOn[]
  - Apple Podcasts : Apple Podcasts[]
  - Spotify : Spotify[]
  - Google 播客 Google 播客[]
  - KKBOX：KKBOX[]